# Super Bock Group

Ehemaliges Logo

Die Super Bock Group (bis 2017: Unicer) ist ein Getränkehersteller und der größte Bierproduzent Portugals.

## Geschichte

### Die Vorgeschichte bis 1974
Im Jahr 1890 wurde in Porto das Unternehmen Companhia União Fabril Portuense das Fábricas de Cerveja e Bebidas Refrigerantes (CUFP) gegründet, durch Zusammenschluss von sechs kleinen Brauereien der Stadt (Fábrica da Piedade, Fábrica do Mello, M. Achevk & Cia., J.J. Chentrino & Cia., J.J. Persival & Cia. und M. Schereck) und einer Brauerei in Ponte da Barca. Das Cristal war die wichtigste neue Marke der Brauerei. Das neue Unternehmen konnte jedoch nur langsam die bestehenden Probleme überwinden, die durch schwierige Beschaffung hochwertiger Zutaten und modernen Know-hows die Entwicklung eines Qualitätsbieres erschwerten.
1900 stellte das Unternehmen einen deutschen Braumeister ein, für einen Monatslohn von 350 Mark und einer Erfolgsbeteiligung von einem Real je verkauftem Liter Bier oberhalb der Grenze von 300.000 Litern. Zudem investierte man in moderne Einrichtungen und ausgesuchtere Lieferanten. Mit der Auszeichnung auf der Industrieausstellung im Palácio de Cristal von Porto im Jahr 1926 hatte man dann internationalen Standard erreicht. 1927 brachte die CUFP die neue Marke Super Bock heraus, stellte aber weiterhin Cristal und andere Biere her.
Nachdem Brauereien aus Lissabon und Coimbra seit 1926 auch im Norden Portugals ihre Marken vertrieben, weitete die CUFP ihre Aktivitäten ab den 1930er Jahren ihrerseits auch in den Süden des Landes aus. Während des Zweiten Weltkriegs führte die CUFP zudem die Marke Nevália ein, um ihre wichtigsten Marken Super Bock, Cristal und Zirta nicht zu gefährden, da die Beschaffung hochwertiger Zutaten nun schwierig wurde. Daneben konnte die CUFP mit der Marke Vitória großen Absatz bei den Truppen der Alliierten in Gibraltar finden.
Im Jahr 1947 gründete die CUFP, zusammen mit der Sociedade Central de Cervejas e Bebidas, S.A. (SCC), die Cuca-Brauerei in der damaligen portugiesischen Kolonie Angola. Cuca erreichte dort enorme Wachstumsraten, auch in Folge des Wirtschaftswachstums in Angola.
Neben Cristal und Super Bock führte die CUFP noch die Marken Invicta Negra, Invicta Cola, Além-Mar (in den Kolonien vermarktet) und Zirta, die sie alle in den 1960er Jahren am neu erbauten Brauzentrum in Leça do Balio bei Porto herstellte.

### Seit der Gründung 1977
Mit der Nelkenrevolution 1974 änderte sich auch die Wirtschaftspolitik im Land, in der Folge verstaatlichte die Regierung auch die größten Brauereien im Land. Am 1. Juni 1977 entstand so die staatliche UNICER (União Cervejeira, E.P. – „Bierunion, öffentliches Unternehmen“), als Zusammenschluss der Brauereien CUFP, COPEJA (aus Santarém), IMPERIAL (aus Loulé) und dem Erfrischungsgetränkehersteller RICAL aus Sta. Iria da Azóia. Sitz des Unternehmens wurden die Einrichtungen der CUFP in Leça do Balio.
Noch im gleichen Jahr 1977 wurden zwei Biere der Unicer international ausgezeichnet, Cristal und Super Bock, beide mit je einer Goldmedaille bei der Monde Selection de la Qualité in Luxemburg. Seit 1978 stellt Unicer zudem in Lizenz das Tuborg-Bier für den portugiesischen Markt her.
Ab 1982 weitete Unicer die Vermarktung des Cristal-Bieres vom Norden Portugals auf das gesamte Land aus und gab parallel die Herstellung der Marken Clok und Marina auf. 1986 wurde Unicer erstmals portugiesischer Marktführer mit einem Anteil von 50,8 %.
Nach dem portugiesischen EU-Beitritt 1986 wurde das Unternehmen im Jahr 1988 in einem ersten Schritt privatisiert. Es wurde in eine portugiesische Aktiengesellschaft umgewandelt, die Unicer S.A. 1989 wurden dann 49 % der Aktien an der Wertpapierbörse von Porto verkauft. 1990 gab der Staat schließlich auch die restlichen 51 % über die Börse an privat.
Weil sie nicht mehr nur Bier vertrieb und somit die Bezeichnung Brauerei zu Missverständnissen führte, wurde ihr Name zum 1. Januar 2001 von Unicer – União Cervejeira E.P. nach Unicer – Bebidas de Portugal, SA geändert.
Seither weitete Unicer insbesondere den Export aus. Das Unternehmen ist in über 30 Ländern präsent und ist u. a. Marktführer in Angola. 2012 exportierte Unicer bereits über 40 % seiner Brauereiprodukte. 2017 erfolgte eine Umfirmierung in Super Bock Group.

## Gegenwart
Das Unternehmen ist Eigentümer der Biermarken Super Bock, Cristal Pilsener und Cheers und offizieller Vertriebspartner der Marke Carlsberg in Portugal. Neben Bier stellt er auch Mineralwasser, Weine, Fruchtsäfte, Softdrinks, Apfelmost und Kaffee her. Der jährliche Getränkeausstoß beträgt 1,5 Mio. hl.
Die Super Bock Group ist zu 56 % im Besitz der portugiesischen Gruppe VIACER (BPI, Arsopi und Violas) und zu 44 % der Carlsberg-Gruppe.